# 無字之書

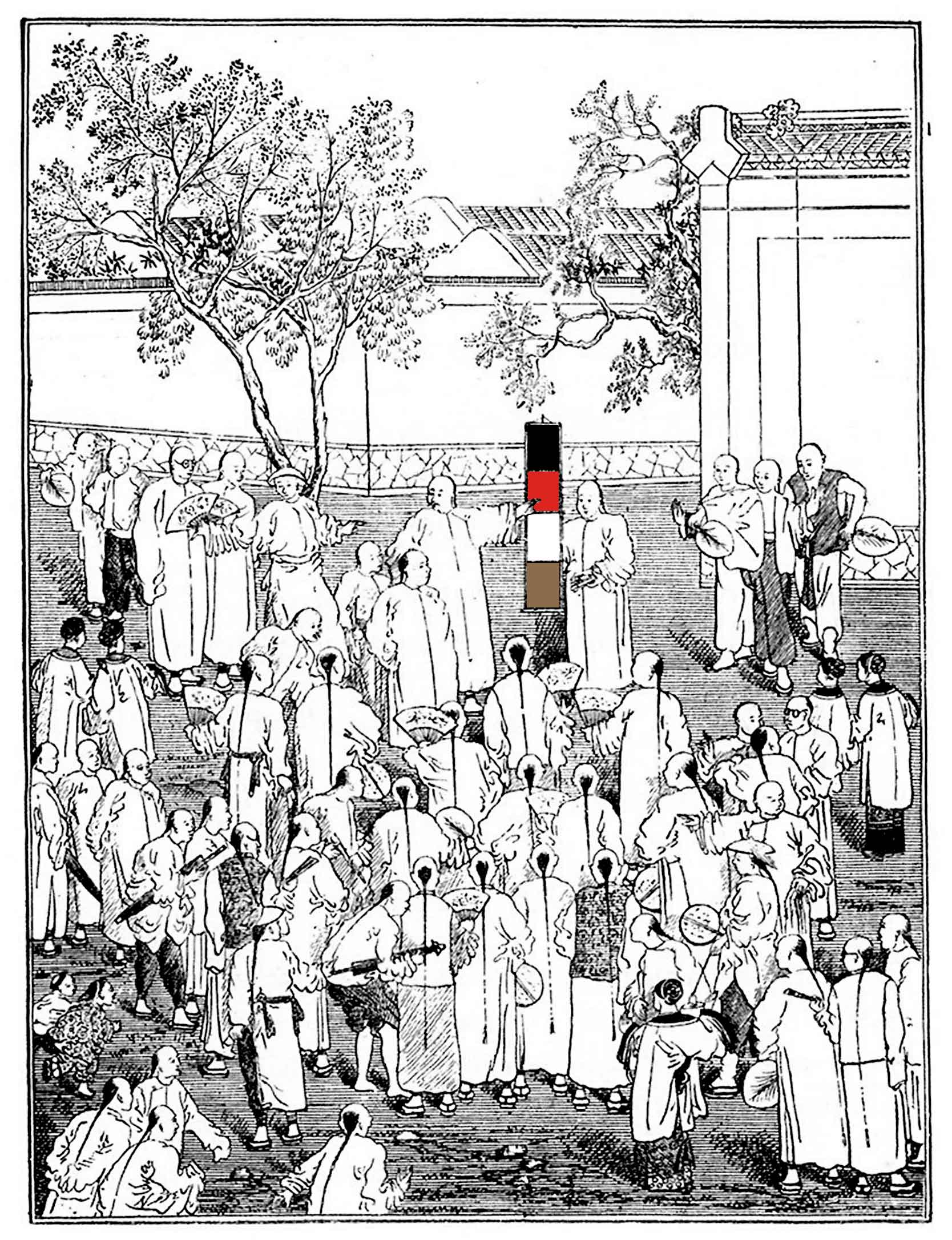
在中國使用《無字之書》進行野外布道

- 關於一種小說敍述體裁，請見「無字小說」。
- 關於一篇鍊金術文本，請見「無語之書」。

無字之書（英語：Wordless Book）是基督教的一本福音書藉。有证据表明，它是由著名的伦敦浸信会传教士查爾斯·司布真於1866年1月11日在一個面向數百名孤兒、講述詩篇51章7節「求你洗滌我，我就比雪更白。」經文的講道上誕生的。它被稱為一本「書」，通常以多頁表達（縱使能夠以一頁或一個橫幅表達）。
本書包含數種純色，順序代表了一種關於教導兒童、文盲與不同文化背景人士的基礎基督教教育的非語言性教义问答。然而本書的演譯是口述性的，帶給「讀者」一種臨時且即興情況下阐释基督教教义的视觉提示。

## 主題演變
司布真的概念只包括三種顏色：「第一種是黑色，第二種是紅色，而最後一種是純白色」（first was black, the second was red, and the third was pure white）。
- 黑色：代表自然之中人性的罪惡面，通常以「黑暗之頁」來形容。
- 紅色：代表耶稣的血。
- 白色：代表透過上帝之子耶穌基督的贖罪祭而給予信徒的完美之義，通常以「純白之頁」來形容。

至少到1880年，此書透過傳福音而廣泛用於孤兒院、主日學與跨宗教使命中。
1875年，當德怀特·莱曼·穆迪在司布真的概念之上添加了代表天國的金色（位於白色之後）後，無字之書開始出現了不同的變體。戴德生與其他中國內陸使團的傳教士於野外布道及個人傳福音中採用四色版本。此書亦於福珍妮、賈艾梅與芬尼·克罗斯贝（盲人）等傳教士與老師，以及現代的萬國兒童佈道團中使用，惟在四色版本的基礎上增加了第五種顏色—綠色（放於白色之後，金色之前），代表一個人在得救之後需在屬靈生命中成長。部份現代浸礼宗加入第六種顏色—藍色（放於白色之後，綠色之前），代表洗禮等。藍色亦可放於紅色與白色之間，代表信仰。
|                  | 罪惡 | 贖罪 | 義德 | 洗禮 | 成長 | 天國 |
| ---------------- | ---- | ---- | ---- | ---- | ---- | ---- |
| 司布真版本       | ✗    | ✗    | ✗    |      |      |      |
| 穆迪版本         | ✗    | ✗    | ✗    |      |      | ✗    |
| 兒童佈道團契版本 | ✗    | ✗    | ✗    |      | ✗    | ✗    |
| 浸禮宗版本       | ✗    | ✗    | ✗    | ✗    | ✗    | ✗    |

## 五行
無字之書於聯繫東亞人民的成功有所爭議，皆因這與中國文化中的五行之影響有着密切關係。例如在中國的象徵中，紅色有吉祥、成功之意，並用於裝飾與中國傳統婚禮之中（現代婚禮之中，新娘會穿着白色的婚紗）。在中國社會中，人們傳統上會以紅包分發金錢，而白色則用於葬礼之中（有別於西方採用黑色）。

## 不同形態
無字之書在日常生活之中以多種形式出現，以求達至易於使用與應用於不同生活情景之中。這些形式涵蓋救贖手鏈、五色毛毛蟲與多種體育用品，包括英式足球、籃球、排球與武術腰帶。

## 外部連結
- 無字之書 （页面存档备份，存于）的歷史、可用性、闡述與故事
- 無字之書：查爾斯·司布真的闡述